# Едмон Ростан
Едмо́н Роста́н (фр. Edmond Rostand; *1 квітня 1868, Марсель — †2 грудня 1918) — французький поет і драматург, член Французької академії, командор Ордену Почесного легіону.
Найвизначніший здобуток Едмона Ростана — п'єса «Сірано де Бержерак», вперше поставлена в 1897.

## Життєпис
Едмон Ростан народився 1 квітня 1868 року в місті Марсель у родині заможного економіста Ежена Ростана. Дідусь Едмона Алексіс-Жозеф Ростан (фр. Alexis-Joseph Rostand) був мером Марселя протягом 1830—1832 рр.
 Син Едмона Ростана Жан Ростан був біологом та письменником.
Ось, як описує атмосферу в родині майбутнього поета А.Михайлів:
|  | «У гостинному домі батьків майбутнього поета часто збиралися представники місцевої інтелігенції. Тут бували відомі поети Містраль і Обанель, які мріяли про відродження стародавньої провансальської культури. В будинку Ростана постійно виникали суперечки про літературу Прованса, про Джауфре Рюделя і Бертрана де Борна, легендарних поетів трубадурів XII століття. Але на книжковій полиці маленького Едмона, поряд з виданнями віршів та біографій трубадурів, скоро з'явилися тома Віктора Гюго та інших французьких романтиків. Дуже уважно і схвильовано читав він їхні п'єси.» Оригінальний текст (рос.) У родителей будущего поэта, в их гостеприимном доме часто собирались представители местной интеллигенции. Здесь бывали знаменитые тогда поэты Мистраль и Обанель, мечтавшие о возрождении древней провансальской культуры. В доме Ростана постоянно разгорались споры о литературе Прованса, о Джауфре Рюделе и Бертране де Борне, легендарных поэтах-трубадурах XII столетия. Но на книжной полке маленького Эдмона, рядом с изданиями стихов и биографий трубадуров, вскоре появились томики Виктора Гюго и других французских романтиков. Особенно внимательно и взволнованно читал он их пьесы. |

## П'єса "Сірано де Бержерак"
Прем'єра відбулась 28 грудня 1897 року.[джерело?]

## Творча спадщина
| Творча спадщина (за хронологією) |                                      |                                                     | |                                                               |  |
| Рік                              | Твір                                 | Жанр                                                | Прем'єра в театрі | Текст                                                         |  |
| 1888                             | Червона рукавичка                    | Водевіль                                            | 1888 |                                                               |  |
| 1890                             | Пустощі музи                         | Поезія                                              | 1890 |                                                               |  |
| 1890                             | Ода музиці                           | Поезія                                              | Novembre 1890 (privée, pour l'inauguration de la maison de Jules Griset); 23 mars 1891 Théâtre du Châtelet. Musique d'Emmanuel Chabrier. |                                                               |  |
| 1890                             | Два П'єро, або Біла вечеря           | П'єса                                               | 1890 |                                                               |  |
| 1894                             | Романтики                            | Комедія                                             | Pièce créée le 21 mai 1894 à la Comédie-Française, couronnée par l'Académie française                                                    |                                                               |  |
| 1895                             | Принцеса Мрія                        | П'єса, 4 акти, у віршах                             | 1895 | Texte en ligne [Архівовано 18 липня 2011 у Wayback Machine.]  |  |
| 1897                             | Pour la Grèce                        | Poème                                               | | Paris, Fasquelle, 1897                                        |  |
| 1897                             | Самаритянка                          | П'єса, за біблійним сюжетом                         | Pièce créée le 14 avril 1897 par Sarah Bernhardt au Théâtre de la Renaissance                                                            | Texte en ligne [Архівовано 16 квітня 2012 у Wayback Machine.] |  |
| 1897                             | Сірано де Бержерак                   | Героїчна комедія, 5 актів, у віршах                 | Pièce créée le 28 décembre 1897 par Coquelin aîné                                                                                        | Texte sur Wikisource                                          |  |
| 1900                             | Орлятко                              | Драма, 6 актів                                      | Pièce créée le 15 mars 1900 par Sarah Bernhardt                                                                                          | Texte en ligne [Архівовано 16 квітня 2012 у Wayback Machine.] |  |
| 1902                             | Un Soir à Hernani                    | Поезія, до століття від дня народження Віктора Гюго | | Texte en ligne [Архівовано 28 жовтня 2008 у Wayback Machine.] |  |
| 1903                             | Промова з нагоди обрання до академії | Есе                                                 | | Texte en ligne                                                |  |
| 1904                             | Шантеклер                            | П'єса, у віршах                                     | Pièce créée le 7 février 1910 par Lucien Guitry                                                                                          |                                                               |  |
| 1911                             | Остання ніч Дон Жуана                | П'єса                                               | Pièce créée en 1921, trois ans après la mort de l'auteur                                                                                 |                                                               |  |
| 1915                             | Політ Марсельєзи                     | Вірші про війну                                     | |                                                               |  |